# Jüdischer Friedhof (Błonie)
Koordinaten: 52° 12′ 24,1″ N, 20° 37′ 5,5″ O

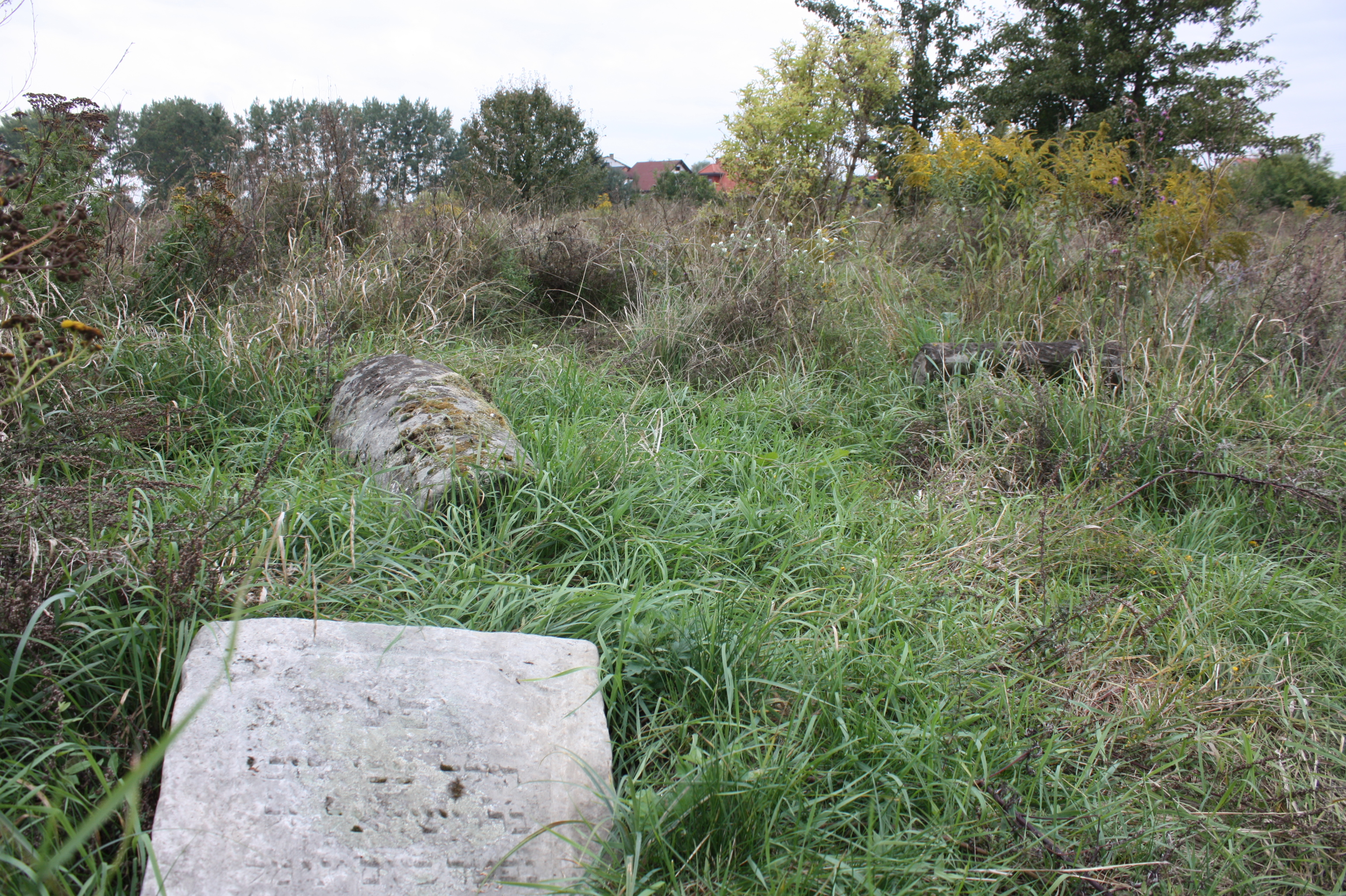
Jüdischer Friedhof in Błonie (2013)

Der Jüdische Friedhof in Błonie, einer polnischen Stadt in der Woiwodschaft Masowien, wurde Ende des 19. Jahrhunderts angelegt. Der jüdische Friedhof in der Polna-Straße ist ein geschütztes Kulturdenkmal.
Der Friedhof wurde während des Zweiten Weltkriegs von den deutschen Besatzern verwüstet und nach dem Krieg von den Einwohnern der umliegenden Orte zerstört. 
Auf dem 5000 Quadratmeter großen Friedhof sind heute nur noch etwa zehn Grabsteine vorhanden.